# حوضه آبریز هراز-قره‌سو

موقعیت حوضه آبریز رودخانه هراز و رودخانه‌های بین هراز و قره‌سو

حوضه آبریز رودخانه هراز و رودخانه‌های بین هراز و قره‌سو با نام اختصاری هراز–نکا یکی از حوضه‌های باز ایران است که در تقسیم‌بندی حوضه‌های آبریز ایران، حوضهٔ فرعی به شمار می‌رود و زیرمجموعهٔ حوضهٔ آبریز دریای مازندران است. مساحت این حوضه، ۱۸٬۶۴۴ کیلومتر مربع است و مهم‌ترین رودهای آن بابلرود، هراز و تجن هستند.

## جغرافیا
حوضۀ آبریز هراز در بخش ساحلی دریای خزر از 36 درجه و 24 دقیقه تا 36 درجه و 42 دقیقه عرض شمالی و 5 درجه و 12 دقیقه تا 52 درجه و 40 دقیقه طول شرقی توسعه دارد. بخش عمدهٔ حوضهٔ آبریز هراز–نکا در محدودهٔ استان مازندران قرار دارد (شامل بخشهایی از شهرستانهای آمل، بابل، نور، بابلسر و محمودآباد) و بخش‌هایی از استان‌های تهران، سمنان و گلستان را نیز دربرمی‌گیرد. این حوضه شامل رودهایی است که از کوه‌های البرز مرکزی سرچشمه می‌گیرند و به دریای مازندران می‌ریزند. غربی‌ترین رود حوضه، رود هراز است که شاخه‌های اصلی آن به نام پلور و لار از گردنه امامزاده هاشم و کوه پالون‌گردن در شمال تهران سرچشمه می‌گیرند. در هردورود نیز رود نور به آن می‌پیوندد و در سرخ‌رود وارد دریای مازندران می‌شود. دیگر رود بزرگ حوضه، رود تجن است. شاخهٔ اصلی این رود از کوه‌های هزارجریب سرچشمه می‌گیرد و پس از تلاقی با دو شاخهٔ مهم دیگر، در فرح‌آباد به دریا می‌ریزد. رودهای بزرگ دیگر این حوضه، بابلرود، آلش‌رود، تالار و نکا هستند.
متوسط بارندگی منطقه 788 میلیمتر و متوسط درجه حرارت سالانه 16/3 درجه سانتیگراد و میزان رطوبت نسبی 82 درصد است. سطح خالص شالیزاری حوضه آبریز هراز با وسعت 85000 هکتار معادل 5 درصد از اراضی کشور و حدود 14 درصد از کل اراضی شالیزاری کشور است.

## زیرحوضه‌ها
برپایهٔ دستور العمل تقسیم‌بندی حوضه‌های ایران، حوضهٔ آبریز هراز–نکا به زیرحوضه‌های زیر تقسیم می‌شود:
| کد  | نام اختصاری زیرحوضه | مساحت کیلومتر مربع | تعداد زیرحوضه‌ها |
| --- | ------------------- | ------------------ | --------------- |
| ۱۵۱ | رودخانه هراز        | ۴٬۶۱۳              | ۵               |
| ۱۵۲ | بابل‌رود–تالار       | ۵٬۴۶۴              | ۴               |
| ۱۵۳ | رودخانه تجن         | ۴٬۳۵۶              | ۵               |
| ۱۵۴ | نکا–داراب‌کلا        | ۲٬۵۶۷              | ۲               |
| ۱۵۵ | خلیج گرگان          | ۱٬۶۴۴              | –               |